# Zuigéber Ákos
Zuigéber Ákos (2002. november 8. –) magyar utánpótlás-válogatott labdarúgó, a Budapest Honvéd játékosa.

## Pályafutása

### Klubcsapatokban
Utánpótláskorú labdarúgóként az Újpest és az MNTK akadémiáján nevelkedett, emellett Érden futsalozott. Az MTK számára kiesést eredményező 2018-2019-es szezon után profi szerződést írt alá a klubbal A felnőttek között 2019. augusztus 4-én a Csákvár elleni másodosztályú bajnokin mutatkozott be. A következő bajnokiján megszerezte első gólját is, a Dorog ellen volt eredményes. Emellett pályára lépett az Ifjúsági Bajnokok-ligájában is. A 2020-2021-es szezonra a Dorog vette kölcsön. 25 bajnokin háromszor volt eredményes az NB II-ben. A 2021–2022-es idényre a szintén másodosztályú Budafoknak adta kölcsön az MTK. 2023. december 22-én Zuigébert újra kölcsönadta az MTK, ezúttal az NB II-es Szegednek.

### A válogatottban
2019-ben az U17-es válogatottban szerepelt az Európa- és világbajnokságon. Utóbbi tornán az Ausztrália elleni mérkőzésen lábtörést szenvedett, ezt követően pedig hosszabb kihagyás várt rá.